# Dimítris Lágios
Dimítris Lágios ou Dimítris Láyios (grec moderne : Δημήτρης Λάγιος ; Zante, 7 avril 1952 – Athènes, 11 avril 1991) est un compositeur grec.

## Biographie
Dimítris Lágios naît dans l’île de Zante ; il est le fils de Spyros Lagios et de Maria Tetradi. 

## Formation
Il apprend le piano, la guitare et la théorie au conservatoire national, où il a comme professeurs Michális Voúrtsis et Dimítri Dragatákis. Il poursuit ses études musicales aux États-Unis à l’Université de l’Illinois, à Chicago (1974-1978 : analyse musicale avec Ernest Brown) et entreprend simultanément des recherches sur la chanson grecque avant l’Indépendance. 

## Carrière
Dimítris Lágios se réinstalle en Grèce en 1980 et entame une activité musicologique, centrée sur son pays et particulièrement l’île de Zante. Ses recherches (liées à des enregistrements et à l’enseignement) portent sur l’école musicale ionienne. Il fonde également le centre d’études musicales Kalveios. 
À partir de 1985, Dimítris Lágios manifeste un grand intérêt pour la culture et la musique chypriotes. Il prend à cœur les luttes des Chypriotes et compose des partitions sur les textes de poètes chypriotes (Evagoras Pallikaridis, Dimitris Lupertis). 
Dimítris Lágios meurt d’un cancer, à Athènes, en 1991 ; il avait 39 ans. Ses cendres ont été dispersées au large de Zakynthos et de Chypre.

## Œuvre
- 1975 : Ta tessera epanastatika tragoudia tou Riga Feraiou (Τα Τέσσερα Επαναστατικά Τραγούδια του Ρήγα Φεραίου)
- 1982 : O Ilios o Iliatoras (Ο Ήλιος ο Ηλιάτορας), sur des poèmes de Odysséas Elýtis
- 1983 : 
  - O Aï Laos (Ο Άη Λαός), avec Sotiría Béllou, textes : Michalis Bourboulis
  - Edo pou gennithikame (Εδώ που γεννηθήκαμε), avec Antónis Kaloyánnis, textes : Fodas Ladis
- 1984 : Edo pou gennithikame (Εδώ που γεννηθήκαμε), textes : Fodas Ladis
- 1985 : Zakynthines Serenades (Ζακυνθινές Σερενάδες)
- 1986 : 
  - Laïka tragoudia tis Zakynthos (Λαϊκά Τραγούδια της Ζάκυνθος)
  - Tou Solomou kai tis Zakynthos (Του Σολωμού και της Ζάκυνθος)
  - Zakynthini Ekklesiastiki Paradossi (Ζακυνθινή Εκκλησιαστική Παράδοση)
  - Tou Mantolinou (Του Μαντολίνου)
- 1987 : 
  - Omilies (Ομιλίες)
  - Skies (Σκιές)
- 1988 :
  - Ton Athanaton (Των Αθανάτων)
  - Iva ti (Ίνα τι), extraits des psaumes de David
- 1989
  - Egkomio paichnidiou (Εγκώμιο Παιχνιδιού)
  - Idanikoi Aftocheires (Ιδανικοί Αυτόχειρες)
- 1990
  - Rogmes (Ρωγμές)
  - Spoudes s’ellenika themata (Σπουδές σ’ ελληνικά θέματα)
- 1991
  - Erotiki Prva sto Thanato (Ερωτική Πρόβα στο Θάνατο)